# Derbi de Edimburgo
El derbi de Edimburgo (en inglés: Edinburgh derby) es un título informal dado a un partido de fútbol jugado entre los clubes escoceses del Heart of Midlothian (Hearts) y el Hibernian (Hibs), los dos clubes profesionales con sede en Edimburgo, capital de Escocia. Los dos clubes tienen una gran rivalidad que se remonta a la fundación de éstos, a mediados de la década de 1870, lo que lo convierte en uno de los clásicos más antiguos (y de más larga duración) en el fútbol mundial. El primer partido entre ambos equipos se jugó en el parque The Meadows el día de Navidad de 1875.

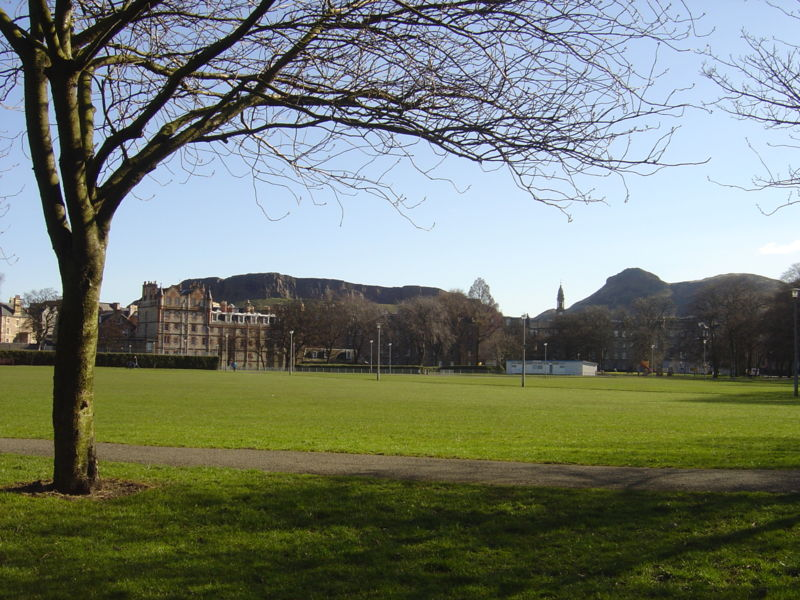
The Meadows, lugar en el cual se disputó el primer derbi de Edimburgo.

Los partidos se juegan en Easter Road o Tynecastle, los estadios del Hibernian y el Heart of Midlothian, respectivamente. En la actualidad se juegan tres o cuatro veces al año en la Premier League escocesa, dependiendo de si ambos equipos terminan en la misma mitad de la tabla, cuando la liga se divide casi al final de la temporada.
Los equipos a veces también juegan unos contra otros en torneos de copa, como la Copa de Escocia y la Scottish League Cup. Los clubes se han reunido dos veces en finales de la Copa de Escocia, en 1896 y en 2012. La final de la Copa de Escocia 1896 fue la única final de la Copa jugada fuera de Glasgow, y fue ganado por 3-1 por el Hearts, mientras que la final de la Copa de Escocia 2012 fue ganada 5-1 también por el Hearts.

## Resultados
El Hearts tiene el mejor registro en los derbis, con 148 triunfos por 87 victorias del Hibs en 336 partidos oficiales. En total ha habido 661 derbis de Edimburgo hasta la fecha, lo que significa que casi la mitad de todos los derbis se han jugado en competiciones locales y amistosos. El Hearts tiene 290 victorias y el Hibernian 207 en todas las competencias.
Desde la creación de la Scottish Premier Division en 1975 y la introducción de cuatro partidos de liga entre clubes en una temporada, ningún club ha logrado ganar todos los derbis de Liga en una temporada. El Hearts ha logrado 3 victorias y un empate cinco veces en 1985-86, 1989-90, 1990-91, 1996-97 y 2006-07. El mejor récord de los Hibs en una temporada de liga es de 3 victorias y un empate, en 1975-76. El Heart of Midlothian ha ganado los tres derbis en 2011-12, pero un cuarto partido de liga no fue posible ya que los clubes no estaban en la misma sección de la liga después de la separación.
Partidos de liga
| temporada | fecha      | local  | resultado | asistencia |
| --------- | ---------- | ------ | --------- | ---------- |
| 1895-96   | 28-09-1895 | Hearts | 4 – 3     | 17,500     |
| 1895-96   | 21-12-1895 | Hibs   | 3 – 2     | 4,500      |
| 1896-97   | 26-09-1896 | Hibs   | 2 – 0     | 12,000     |
| 1896-97   | 05-12-1896 | Hearts | 1 – 0     | 10,500     |
| 1897-98   | 18-09-1897 | Hibs   | 1 – 1     | 14,000     |
| 1897-98   | 18-12-1897 | Hearts | 3 – 2     | 7,000      |
| 1898-99   | 08-10-1898 | Hearts | 4 – 0     | 14,000     |
| 1898-99   | 29-10-1898 | Hibs   | 1 – 5     | 11,000     |
| 1899-1900 | 28-10-1899 | Hibs   | 1 – 0     | 9,000      |
| 1899-1900 | 25-11-1899 | Hearts | 1 – 3     | 7,500      |
| 1900-01   | 01-09-1900 | Hibs   | 3 – 0     | 10,500     |
| 1900-01   | 13-10-1900 | Hearts | 0 – 0     | 6,500      |
| 1901-02   | 17-08-1901 | Hearts | 2 – 1     | 5,000      |
| 1901-02   | 14-09-1901 | Hibs   | 1 – 2     | 12,000     |
| 1902-03   | 13-09-1902 | Hibs   | 0 – 0     | 13,000     |
| 1902-03   | 11-10-1902 | Hearts | 1 – 1     | 14,500     |
| 1903-04   | 10-10-1903 | Hearts | 2 – 0     | 12,500     |
| 1903-04   | 20-02-1904 | Hibs   | 2 – 4     | 4,000      |
| 1904-05   | 29-10-1904 | Hibs   | 3 – 0     | 8,000      |
| 1904-05   | 02-01-1905 | Hearts | 1 – 0     | 9,000      |
| 1905-06   | 18-09-1905 | Hibs   | 0 – 3     | 15,000     |
| 1905-06   | 04-11-1905 | Hearts | 1 – 0     | 10,500     |
| 1906-07   | 22-09-1906 | Hearts | 4 – 1     | 11,500     |
| 1906-07   | 01-01-1907 | Hibs   | 0 – 0     | 9,000      |
| 1907-08   | 16-11-1907 | Hibs   | 2 – 3     | 12,000     |
| 1907-08   | 04-04-1908 | Hearts | 1 – 2     | 5,500      |
| 1908-09   | 19-08-1908 | Hearts | 1 – 1     | 15,000     |
| 1908-09   | 07-11-1908 | Hibs   | 0 – 1     | 10,000     |
| 1909-10   | 23-10-1909 | Hibs   | 1 – 4     | 14,000     |
| 1909-10   | 01-01-1910 | Hearts | 1 – 0     | 14,000     |
| 1910-11   | 22-10-1910 | Hearts | 2 – 0     | 13,500     |
| 1910-11   | 02-01-1911 | Hibs   | 1 – 0     | 12,000     |
| 1911-12   | 09-12-1911 | Hearts | 4 – 0     | 12,000     |
| 1911-12   | 01-01-1912 | Hibs   | 0 – 3     | 18,000     |
| 1912-13   | 28-09-1912 | Hearts | 1 – 0     | 20,500     |
| 1912-13   | 16-04-1913 | Hibs   | 0 – 3     | 4,000      |
| 1913-14   | 08-11-1913 | Hibs   | 1 – 2     | 21,000     |
| 1913-14   | 14-02-1914 | Hearts | 3 – 1     | 16,000     |
| 1914-15   | 05-12-1914 | Hearts | 3 – 1     | 12,000     |
| 1914-15   | 27-02-1915 | Hibs   | 2 – 2     | 16,000     |
| 1915-16   | 20-09-1915 | Hibs   | 1 – 2     | 10,000     |
| 1915-16   | 17-04-1916 | Hearts | 1 – 3     | 5,000      |
| 1916-17   | 18-09-1916 | Hearts | 2 – 1     | 5,500      |
| 1916-17   | 16-04-1917 | Hibs   | 0 – 2     | 5,000      |
| 1917-18   | 01-09-1917 | Hearts | 1 – 0     | 7,500      |
| 1917-18   | 02-02-1918 | Hibs   | 1 – 3     | 8,000      |
| 1918-19   | 19-10-1918 | Hibs   | 1 – 3     | 3,000      |
| 1918-19   | 11-01-1919 | Hearts | 3 – 1     | 12,000     |
| 1919-20   | 15-09-1919 | Hibs   | 2 – 4     | 18,000     |
| 1919-20   | 01-01-1920 | Hearts | 1 – 3     | 22,000     |
| 1920-21   | 28-08-1920 | Hearts | 5 – 1     | 27,500     |
| 1920-21   | 01-01-1921 | Hibs   | 3 – 0     | 26,000     |
| 1921-22   | 10-09-1921 | Hibs   | 2 – 1     | 20,000     |
| 1921-22   | 02-01-1922 | Hearts | 0 – 2     | 30,500     |
| 1922-23   | 23-09-1922 | Hearts | 2 – 2     | 31,500     |
| 1922-23   | 01-01-1923 | Hibs   | 2 – 1     | 25,000     |
| 1923-24   | 08-09-1923 | Hibs   | 1 – 1     | 20,000     |
| 1923-24   | 01-01-1924 | Hearts | 1 – 1     | 26,000     |
| 1924-25   | 18-10-1924 | Hearts | 2 – 0     | 33,500     |
| 1924-25   | 01-01-1925 | Hibs   | 2 – 1     | 25,000     |
| 1925-26   | 17-10-1925 | Hibs   | 0 – 0     | 20,000     |
| 1925-26   | 01-01-1926 | Hearts | 1 – 4     | 33,000     |
| 1926-27   | 30-10-1926 | Hearts | 2 – 2     | 25,500     |
| 1926-27   | 01-01-1927 | Hibs   | 2 – 2     | 27,000     |
| 1927-28   | 15-10-1927 | Hibs   | 2 – 1     | 31,000     |
| 1927-28   | 02-01-1928 | Hearts | 2 – 2     | 36,000     |
| 1928-29   | 20-10-1928 | Hearts | 1 – 1     | 28,000     |
| 1928-29   | 01-01-1929 | Hibs   | 1 – 0     | 25,000     |
| 1929-30   | 26-10-1929 | Hibs   | 1 – 1     | 27,000     |
| 1929-30   | 01-01-1930 | Hearts | 1 – 1     | 15,000     |
| 1930-31   | 20-09-1930 | Hearts | 4 – 1     | 23,000     |
| 1930-31   | 01-01-1931 | Hibs   | 2 – 2     | 20,000     |
| 1933-34   | 09-09-1933 | Hearts | 0 – 0     | 32,853     |
| 1933-34   | 01-01-1934 | Hibs   | 1 – 4     | 30,000     |
| 1934-35   | 08-09-1934 | Hibs   | 1 – 0     | 24,038     |
| 1934-35   | 01-01-1935 | Hearts | 5 – 2     | 28,743     |
| 1935-36   | 21-09-1935 | Hearts | 8 – 3     | 27,014     |
| 1935-36   | 01-01-1936 | Hibs   | 1 – 1     | 37,306     |
| 1936-37   | 19-09-1936 | Hibs   | 3 – 3     | 27,471     |
| 1936-37   | 01-01-1937 | Hearts | 3 – 2     | 38,908     |
| 1937-38   | 11-09-1937 | Hearts | 3 – 2     | 29,158     |
| 1937-38   | 01-01-1938 | Hibs   | 2 – 2     | 37,606     |
| 1938-39   | 10-09-1938 | Hibs   | 4 – 0     | 30,000     |
| 1938-39   | 02-01-1939 | Hearts | 0 – 1     | 45,601     |
| 1946-47   | 07-09-1946 | Hibs   | 0 – 1     | 39,000     |
| 1946-47   | 01-01-1947 | Hearts | 2 – 3     | 33,810     |
| 1947-48   | 20-09-1947 | Hearts | 2 – 1     | 47,752     |
| 1947-48   | 01-01-1948 | Hibs   | 3 – 1     | 45,000     |
| 1948-49   | 21-08-1948 | Hibs   | 3 – 1     | 40,000     |
| 1948-49   | 01-01-1949 | Hearts | 3 – 2     | 45,030     |

| temporada | fecha      | local  | resultado | asistencia |
| --------- | ---------- | ------ | --------- | ---------- |
| 1949-50   | 24-09-1949 | Hearts | 5 – 2     | 37,730     |
| 1949-50   | 02-01-1950 | Hibs   | 1 – 2     | 65,860     |
| 1950-51   | 23-09-1950 | Hibs   | 0 – 1     | 44,976     |
| 1950-51   | 01-01-1951 | Hearts | 2 – 1     | 41,832     |
| 1951-52   | 22-09-1951 | Hearts | 1 – 1     | 44,842     |
| 1951-52   | 01-01-1952 | Hibs   | 2 – 3     | 39,000     |
| 1952-53   | 20-09-1952 | Hibs   | 3 – 1     | 50,000     |
| 1952-53   | 01-01-1953 | Hearts | 1 – 2     | 41,085     |
| 1953-54   | 19-09-1953 | Hearts | 4 – 0     | 45,000     |
| 1953-54   | 01-01-1954 | Hibs   | 1 – 2     | 48,000     |
| 1954-55   | 18-09-1954 | Hibs   | 2 – 3     | 42,000     |
| 1954-55   | 01-01-1955 | Hearts | 5 – 1     | 49,000     |
| 1955-56   | 24-09-1955 | Hearts | 0 – 1     | 45,000     |
| 1955-56   | 02-01-1956 | Hibs   | 2 – 2     | 60,812     |
| 1956-57   | 22-09-1956 | Hibs   | 2 – 3     | 39,000     |
| 1956-57   | 01-01-1957 | Hearts | 0 – 2     | 35,000     |
| 1957-58   | 21-09-1957 | Hearts | 3 – 1     | 34,000     |
| 1957-58   | 01-01-1958 | Hibs   | 0 – 2     | 49,200     |
| 1958-59   | 06-09-1958 | Hibs   | 0 – 4     | 29,500     |
| 1958-59   | 01-01-1959 | Hearts | 1 – 3     | 35,000     |
| 1959-60   | 05-09-1959 | Hearts | 2 – 2     | 40,000     |
| 1959-60   | 01-01-1960 | Hibs   | 1 – 5     | 54,000     |
| 1960-61   | 10-09-1960 | Hibs   | 1 – 4     | 40,000     |
| 1960-61   | 02-01-1961 | Hearts | 1 – 2     | 43,000     |
| 1961-62   | 16-09-1961 | Hearts | 4 – 2     | 23,022     |
| 1961-62   | 17-01-1962 | Hibs   | 1 – 4     | 15,277     |
| 1962-63   | 08-09-1962 | Hibs   | 0 – 4     | 28,847     |
| 1962-63   | 04-05-1963 | Hearts | 3 – 3     | 15,538     |
| 1963-64   | 07-09-1963 | Hearts | 4 – 2     | 29,173     |
| 1963-64   | 01-01-1964 | Hibs   | 1 – 1     | 31,439     |
| 1964-65   | 05-09-1964 | Hibs   | 3 – 5     | 17,098     |
| 1964-65   | 01-01-1965 | Hearts | 0 – 1     | 36,297     |
| 1965-66   | 18-09-1965 | Hearts | 0 – 4     | 22,369     |
| 1965-66   | 01-01-1966 | Hibs   | 2 – 3     | 32,192     |
| 1966-67   | 10-09-1966 | Hibs   | 3 – 1     | 21,395     |
| 1966-67   | 02-01-1967 | Hearts | 0 – 0     | 30,086     |
| 1967-68   | 09-09-1967 | Hearts | 1 – 4     | 20,773     |
| 1967-68   | 01-01-1968 | Hibs   | 1 – 0     | 32,360     |
| 1968-69   | 07-09-1968 | Hibs   | 1 – 3     | 24,110     |
| 1968-69   | 01-01-1969 | Hearts | 0 – 0     | 30,011     |
| 1969-70   | 27-09-1969 | Hearts | 0 – 2     | 26,807     |
| 1969-70   | 01-01-1970 | Hibs   | 0 – 0     | 36,421     |
| 1970-71   | 05-09-1970 | Hibs   | 0 – 0     | 23,225     |
| 1970-71   | 01-01-1971 | Hearts | 0 – 0     | 27,715     |
| 1971-72   | 04-09-1971 | Hearts | 0 – 2     | 26,671     |
| 1971-72   | 01-01-1972 | Hibs   | 0 – 0     | 36,046     |
| 1972-73   | 09-09-1972 | Hibs   | 2 – 0     | 21,221     |
| 1972-73   | 01-01-1973 | Hearts | 0 – 7     | 35,989     |
| 1973-74   | 08-09-1973 | Hearts | 4 – 1     | 28,946     |
| 1973-74   | 01-01-1974 | Hibs   | 3 – 1     | 35,393     |
| 1974-75   | 07-09-1974 | Hibs   | 2 – 1     | 26,560     |
| 1974-75   | 01-01-1975 | Hearts | 0 – 0     | 35,969     |
| 1975-76   | 30-08-1975 | Hibs   | 1 – 0     | 23,646     |
| 1975-76   | 01-11-1975 | Hearts | 1 – 1     | 24,471     |
| 1975-76   | 01-01-1976 | Hibs   | 3 – 0     | 32,923     |
| 1975-76   | 13-03-1976 | Hearts | 0 – 1     | 18,528     |
| 1976-77   | 30-10-1976 | Hibs   | 1 – 1     | 23,773     |
| 1976-77   | 26-01-1977 | Hearts | 0 – 1     | 24,068     |
| 1976-77   | 23-03-1977 | Hibs   | 3 – 1     | 13,625     |
| 1976-77   | 13-04-1977 | Hearts | 2 – 2     | 10,686     |
| 1978-79   | 26-08-1978 | Hearts | 1 – 1     | 19,663     |
| 1978-79   | 04-11-1978 | Hibs   | 1 – 2     | 20,120     |
| 1978-79   | 17-03-1979 | Hibs   | 1 – 1     | 13,297     |
| 1978-79   | 28-03-1979 | Hearts | 1 – 2     | 16,042     |
| 1983-84   | 03-09-1983 | Hearts | 3 – 2     | 19,206     |
| 1983-84   | 05-11-1983 | Hibs   | 1 – 1     | 21,281     |
| 1983-84   | 02-01-1984 | Hearts | 1 – 1     | 23,499     |
| 1983-84   | 21-04-1984 | Hibs   | 0 – 0     | 17,437     |
| 1984-85   | 25-08-1984 | Hibs   | 1 – 2     | 16,724     |
| 1984-85   | 27-10-1984 | Hearts | 0 – 0     | 20,156     |
| 1984-85   | 01-01-1985 | Hibs   | 1 – 2     | 18,925     |
| 1984-85   | 02-04-1985 | Hearts | 2 – 2     | 17,814     |
| 1985-86   | 31-08-1985 | Hearts | 2 – 1     | 17,457     |
| 1985-86   | 09-11-1985 | Hibs   | 0 – 0     | 19,776     |
| 1985-86   | 01-01-1986 | Hearts | 3 – 1     | 25,605     |
| 1985-86   | 22-03-1986 | Hibs   | 1 – 2     | 20,756     |
| 1986-87   | 30-08-1986 | Hibs   | 1 – 3     | 20,714     |
| 1986-87   | 01-11-1986 | Hearts | 1 – 1     | 22,178     |
| 1986-87   | 06-01-1987 | Hibs   | 2 – 2     | 22,928     |
| 1986-87   | 04-04-1987 | Hearts | 2 – 1     | 19,731     |
| 1987-88   | 29-08-1987 | Hearts | 1 – 0     | 24,496     |
| 1987-88   | 17-10-1987 | Hibs   | 2 – 1     | 23,390     |
| 1987-88   | 02-01-1988 | Hearts | 0 – 0     | 28,992     |
| 1987-88   | 19-03-1988 | Hibs   | 0 – 0     | 20,870     |
| 1988-89   | 27-08-1988 | Hibs   | 0 – 0     | 23,760     |
| 1988-89   | 12-11-1988 | Hearts | 1 – 2     | 23,062     |
| 1988-89   | 04-01-1989 | Hibs   | 1 – 0     | 27,219     |
| 1988-89   | 01-04-1989 | Hearts | 2 – 1     | 22,090     |

| temporada | fecha      | local  | resultado | asistencia |
| --------- | ---------- | ------ | --------- | ---------- |
| 1989-90   | 26-08-1989 | Hearts | 1 – 0     | 22,731     |
| 1989-90   | 04-11-1989 | Hibs   | 1 – 1     | 19,104     |
| 1989-90   | 01-01-1990 | Hearts | 2 – 0     | 25,224     |
| 1989-90   | 31-03-1990 | Hibs   | 1 – 2     | 17,373     |
| 1990-91   | 15-09-1990 | Hibs   | 0 – 3     | 16,813     |
| 1990-91   | 24-11-1990 | Hearts | 1 – 1     | 19,004     |
| 1990-91   | 02-01-1991 | Hibs   | 1 – 4     | 13,600     |
| 1990-91   | 23-03-1991 | Hearts | 3 – 1     | 14,221     |
| 1991-92   | 31-08-1991 | Hearts | 0 – 0     | 22,208     |
| 1991-92   | 02-11-1991 | Hibs   | 1 – 1     | 19,831     |
| 1991-92   | 01-01-1992 | Hearts | 1 – 1     | 20,358     |
| 1991-92   | 21-03-1992 | Hibs   | 1 – 2     | 14,429     |
| 1992-93   | 22-08-1992 | Hibs   | 0 – 0     | 15,937     |
| 1992-93   | 07-11-1992 | Hearts | 1 – 0     | 17,342     |
| 1992-93   | 02-01-1993 | Hibs   | 0 – 0     | 21,657     |
| 1992-93   | 20-03-1993 | Hearts | 1 – 0     | 13,740     |
| 1993-94   | 21-08-1993 | Hearts | 1 – 0     | 17,283     |
| 1993-94   | 30-10-1993 | Hibs   | 0 – 2     | 18,505     |
| 1993-94   | 12-01-1994 | Hearts | 1 – 1     | 24,139     |
| 1993-94   | 30-04-1994 | Hibs   | 0 – 0     | 14,413     |
| 1994-95   | 27-08-1994 | Hearts | 0 – 1     | 12,371     |
| 1994-95   | 29-10-1994 | Hibs   | 2 – 1     | 13,622     |
| 1994-95   | 18-01-1995 | Hearts | 2 – 0     | 12,630     |
| 1994-95   | 06-05-1995 | Hibs   | 3 – 1     | 7,122      |
| 1995-96   | 01-10-1995 | Hibs   | 2 – 2     | 12,374     |
| 1995-96   | 19-11-1995 | Hearts | 2 – 1     | 12,074     |
| 1995-96   | 01-01-1996 | Hibs   | 2 – 1     | 14,872     |
| 1995-96   | 16-03-1996 | Hearts | 1 – 1     | 14,923     |
| 1996-97   | 28-09-1996 | Hibs   | 1 – 3     | 14,217     |
| 1996-97   | 16-11-1996 | Hearts | 0 – 0     | 15,129     |
| 1996-97   | 01-01-1997 | Hibs   | 0 – 4     | 15,749     |
| 1996-97   | 15-03-1997 | Hearts | 1 – 0     | 15,136     |
| 1997-98   | 30-08-1997 | Hibs   | 0 – 1     | 15,565     |
| 1997-98   | 08-11-1997 | Hearts | 2 – 0     | 16,739     |
| 1997-98   | 01-01-1998 | Hearts | 2 – 2     | 17,564     |
| 1997-98   | 11-04-1998 | Hibs   | 2 – 1     | 15,530     |
| 1999-2000 | 14-08-1999 | Hibs   | 1 – 1     | 16,976     |
| 1999-2000 | 19-12-1999 | Hearts | 0 – 3     | 17,954     |
| 1999-2000 | 18-03-2000 | Hibs   | 3 – 1     | 15,908     |
| 1999-2000 | 21-05-2000 | Hearts | 2 – 1     | 17,391     |
| 2000-01   | 30-07-2000 | Hearts | 0 – 0     | 17,132     |
| 2000-01   | 22-10-2000 | Hibs   | 6 – 2     | 12,926     |
| 2000-01   | 26-12-2000 | Hearts | 1 – 1     | 17,619     |
| 2000-01   | 13-05-2001 | Hibs   | 0 – 0     | 8,913      |
| 2001-02   | 21-10-2001 | Hibs   | 2 – 1     | 13,774     |
| 2001-02   | 29-12-2001 | Hearts | 1 – 1     | 17,474     |
| 2001-02   | 16-03-2002 | Hibs   | 1 – 2     | 15,660     |
| 2002-03   | 11-08-2002 | Hearts | 5 – 1     | 15,245     |
| 2002-03   | 03-11-2002 | Hibs   | 1 – 2     | 15,660     |
| 2002-03   | 02-01-200  | Hearts | 4 – 4     | 17,332     |
| 2003-04   | 17-08-2003 | Hibs   | 1 – 0     | 14,803     |
| 2003-04   | 23-11-2003 | Hearts | 2 – 0     | 16,632     |
| 2003-04   | 15-02-2004 | Hibs   | 1 – 1     | 15,016     |
| 2004-05   | 24-10-2004 | Hearts | 2 – 1     | 16,720     |
| 2004-05   | 02-01-2004 | Hibs   | 1 – 1     | 17,259     |
| 2004-05   | 13-04-2005 | Hearts | 1 – 2     | 17,676     |
| 2004-05   | 23-04-2005 | Hibs   | 2 – 2     | 16,620     |
| 2005-06   | 07-08-2005 | Hearts | 4 – 0     | 16,459     |
| 2005-06   | 29-10-2005 | Hibs   | 2 – 0     | 17,180     |
| 2005-06   | 28-01-2006 | Hearts | 4 – 1     | 17,371     |
| 2005-06   | 22-04-2006 | Hibs   | 2 – 1     | 16,654     |
| 2006-07   | 15-10-2006 | Hibs   | 2 – 2     | 16,623     |
| 2006-07   | 26-12-2006 | Hearts | 3 – 2     | 17,369     |
| 2006-07   | 01-04-2007 | Hibs   | 0 – 1     | 15,953     |
| 2006-07   | 12-05-2007 | Hearts | 2 – 0     | 16,443     |
| 2007-08   | 19-10-2007 | Hearts | 0 – 1     | 16,436     |
| 2007-08   | 04-11-2007 | Hibs   | 1 – 1     | 17,015     |
| 2007-08   | 19-01-2008 | Hearts | 1 – 0     | 17,131     |
| 2008-09   | 19-10-2008 | Hibs   | 1 – 1     | 17,030     |
| 2008-09   | 03-01-2009 | Hearts | 0 – 0     | 17,244     |
| 2008-09   | 20-03-2009 | Hibs   | 1 – 0     | 15,091     |
| 2008-09   | 07-05-2009 | Hearts | 0 – 1     | 14,714     |
| 2009-10   | 07-11-2009 | Hearts | 0 – 0     | 16,762     |
| 2009-10   | 03-01-2010 | Hibs   | 1 – 1     | 16,949     |
| 2009-10   | 20-03-2010 | Hearts | 2 – 1     | 17,793     |
| 2009-10   | 01-05-2010 | Hibs   | 1 – 2     | 11,277     |
| 2010-11   | 07-11-2010 | Hibs   | 0 – 2     | 17,767     |
| 2010-11   | 01-01-2011 | Hearts | 1 – 0     | 17,156     |
| 2010-11   | 03-04-2011 | Hibs   | 2 – 2     | 17,793     |
| 2011-12   | 28-08-2011 | Hearts | 2 – 0     | 15,868     |
| 2011-12   | 02-01-2012 | Hibs   | 1 – 3     | 15,013     |
| 2011-12   | 18-03-2012 | Hearts | 2 – 0     | 15,128     |
| 2012-13   | 12-08-2012 | Hibs   | 1 – 1     | 12,887     |
| 2012-13   | 02-01-2013 | Hearts | –         |            |
| 2012-13   | 09-03-2013 | Hibs   | –         |            |

Partidos Copa de Escocia
| temporada | fecha      | local  | resultado | asistencia |
| --------- | ---------- | ------ | --------- | ---------- |
| 1877-78   | 29-09-1877 | Hearts | 0 – 0     |            |
| 1877-78   | 06-10-1877 | Hearts | 1 – 2     | 1,200      |
| 1879-80   | 15-11-1879 | Hibs   | 2 – 1     | 2,500      |
| 1880-81   | 23-10-1880 | Hearts | 5 – 3     | 5,000      |
| 1883-84   | 20-10-1883 | Hearts | 1 – 4     | 6,000      |
| 1885-86   | 03-10-1885 | Hibs   | 2 – 1     | 4,000      |
| 1886-87   | 23-10-1886 | Hibs   | 5 – 1     | 7,000      |
| 1887-88   | 15-10-1887 | Hearts | 1 – 1     | 6,000      |
| 1887-88   | 22-10-1887 | Hibs   | 1 – 3     | 8,500      |
| 1895-96   | 14-03-1896 | Hearts | 3 – 1     | 17,034     |
| 1899-1900 | 27-01-1900 | Hearts | 1 – 1     | 14,000     |
| 1899-1900 | 03-02-1900 | Hibs   | 1 – 2     | 12,000     |

| temporada | fecha      | local  | resultado | asistencia |
| --------- | ---------- | ------ | --------- | ---------- |
| 1900-01   | 09-03-1901 | Hearts | 1 – 1     | 19,500     |
| 1900-01   | 23-03-1901 | Hibs   | 1 – 2     | 18,000     |
| 1909-10   | 19-02-1910 | Hibs   | A – A     | 30,000     |
| 1909-10   | 26-02-1910 | Hearts | 0 – 1     | 25,000     |
| 1911-12   | 27-01-1912 | Hearts | 0 – 0     | 32,000     |
| 1911-12   | 10-02-1912 | Hibs   | 1 – 1     | 18,000     |
| 1911-12   | 14-02-1912 | Hearts | 3 – 1     | 25,000     |
| 1929-30   | 15-02-1930 | Hibs   | 1 – 3     | 28,000     |
| 1932-33   | 04-03-1933 | Hibs   | 0 – 0     | 33,579     |
| 1932-33   | 08-03-1933 | Hearts | 2 – 0     | 41,034     |
| 1954-55   | 05-02-1955 | Hearts | 5 – 0     | 45,770     |
| 1957-58   | 01-03-1958 | Hearts | 3 – 4     | 41,666     |

| temporada | fecha      | local   | resultado | asistencia |
| --------- | ---------- | ------- | --------- | ---------- |
| 1965-66   | 21-02-1966 | Hearts  | 2 – 1     | 31,224     |
| 1970-71   | 13-02-1971 | Hearts  | 1 – 2     | 30,450     |
| 1978-79   | 13-02-1971 | Hibs    | 2 – 1     | 22,618     |
| 1993-94   | 20-02-1994 | Hibs    | 1 – 2     | 20,953     |
| 2005-06   | 02-04-2006 | Neutral | 0 – 4     | 43,180     |
| 2008-09   | 11-01-2009 | Hibs    | 0 – 2     | 14,837     |
| 2011-12   | 19-05-2012 | Neutral | 1 – 5     | 51,041     |

Partidos de Copa de la Liga
| temporada | fecha      | local  | resultado | asistencia |
| --------- | ---------- | ------ | --------- | ---------- |
| 1947-48   | 09-08-1947 | Hibs   | 1 – 2     | 43,000     |
| 1947-48   | 30-08-1947 | Hearts | 2 – 1     | 39,268     |

| temporada | fecha      | local  | resultado | asistencia |
| --------- | ---------- | ------ | --------- | ---------- |
| 1956-57   | 11-08-1956 | Hearts | 6 – 1     | 42,000     |
| 1956-57   | 25-08-1956 | Hibs   | 1 – 2     | 40,000     |

| temporada | fecha      | local | resultado | asistencia |
| --------- | ---------- | ----- | --------- | ---------- |
| 2006-07   | 08-11-2006 | Hibs  | 1 – 0     | 15,825     |

### Partido único
Los Hibs tienen el mayor margen de victoria a partido único con una victoria por 7-0 en Tynecastle el 1 de enero de 1973. La victoria más importante en "otros" partidos fue una victoria 10-2 del Hearts en un partido amistoso el 12 de agosto de 1893. El mayor número de goles marcados en un partido oficial fue cuando el Hearts vencieron 8-3 en un partido de liga el 21 de septiembre de 1935. El Hearts mantienen el récord en la Copa de Escocia con una victoria 5-0 el 1 de febrero de 1955, y el récord de la Copa de la Liga con una victoria 6-1 el 11 de agosto de 1956.

### Máximos goleadores
John Robertson anotó 27 goles contra Hibs en partidos oficiales. Robertson fue apodado "El martillo de los Hibs" debido a sus prolíficos antecedentes en los derbis. Tanto Bobby Walker (31) como Tommy Walker (29) anotaron más goles en los derbis que Robertson teniendo en cuenta partidos de copa como 'local' y de liga.
Gordon Smith es el máximo goleador en los derbis Edimburgo para los Hibs, con 15 goles. Smith jugó en el Hearts y Dundee más adelante en su carrera y se convirtió en el único jugador que ha ganado el campeonato de la liga escocesa con tres clubes diferentes. James McGhee anotó, al menos, 24 goles para Hibs en los primeros años de derbis. La cifra real es probablemente más alta, ya que hubo muchos partidos en los que sólo se conoce el resultado y no todos los anotadores fueron registrados.
Barney Battles, Jr. anotó 11 goles en menos de un mes frente al Hibs en 1929, cinco en la victoria 8-2 de la final de la Copa Dunedin el 17 de abril de 1929, dos en la victoria 5-1 de la final de la Copa Wilson el 30 de abril de 1929 y cuatro en el 5-1 de la final de la Copa Rosebery Charity el 11 de mayo de 1929.
| Goleadores Hearts en competiciones | Goleadores Hearts en competiciones |
| Jugador                            | Goles                              |
| ---------------------------------- | ---------------------------------- |
| John Robertson                     | 27                                 |
| Bobby Walker                       | 15                                 |
| Jimmy Wardhaugh                    | 14                                 |
| Alfie Conn, Sr.                    | 13                                 |
| Tommy Walker                       | 13                                 |
| Willie Bauld                       | 13                                 |
| Jock White                         | 8                                  |
| Paul Hartley                       | 8                                  |
| Alex Young                         | 7                                  |
| Andy Black                         | 7                                  |
| Sandy Clark                        | 7                                  |

| Goleadores Hearts en total | Goleadores Hearts en total |
| Jugador                    | Goles                      |
| -------------------------- | -------------------------- |
| Bobby Walker               | 32                         |
| Tommy Walker               | 29                         |
| John Robertson             | 27                         |
| Jimmy Wardhaugh            | 22                         |
| Barney Battles, Jr.        | 19                         |
| Jock White                 | 19                         |
| Willie Bauld               | 18                         |
| Andy Black                 | 17                         |
| Charlie Thomson            | 17                         |
| Davie Baird                | 17                         |

| Goleadores Hibs en competiciones | Goleadores Hibs en competiciones |
| Jugador                          | Goles                            |
| -------------------------------- | -------------------------------- |
| Gordon Smith                     | 15                               |
| Lawrie Reilly                    | 10                               |
| Arthur Duncan                    | 8                                |
| Eddie Turnbull                   | 8                                |
| Willie Ormond                    | 7                                |
| Derek Riordan                    | 7                                |
| Jim Scott                        | 7                                |
| Alex Cropley                     | 6                                |
| Arthur Milne                     | 6                                |
| Garry O'Connor                   | 6                                |
| Hamilton Handling                | 6                                |
| Jimmy Dunn                       | 6                                |
| Joe Baker                        | 6                                |
| Mixu Paatelainen                 | 6                                |

| Goleadores Hibs en total | Goleadores Hibs en total |
| Jugador                  | Goles                    |
| ------------------------ | ------------------------ |
| James McGhee             | 24                       |
| Gordon Smith             | 19                       |
| Hamilton Handling        | 15                       |
| Harry Ritchie            | 12                       |
| Jimmy McColl             | 12                       |
| Paddy Murray             | 12                       |
| Arthur Milne             | 11                       |
| Allan Martin             | 10                       |
| Lawrie Reilly            | 10                       |
| Arthur Duncan            | 9                        |
| Eddie Turnbull           | 9                        |
| Jimmy Dunn               | 9                        |